# Maude Hirst
Maude Gabriella Hirst (Londra, 1988) è un'attrice britannica.

## Vita privata
Figlia dello sceneggiatore e produttore Michael Hirst e di Susan Aldworth, ha una sorella minore, Georgia Hirst, anche lei attrice.

## Filmografia parziale

### Cinema
- Cash and Curry, regia di Sarjit Bains (2008)
- Nuryan, regia di Ben Myers (2009)

### Televisione
- I Tudors (The Tudors) - serie TV, 9 episodi (2008-2010)
- Vikings - serie TV, 39 episodi (2013-2017)